# Triết học cơ học
Triết học cơ học là một dạng triết học tự nhiên so sánh vũ trụ vận hành như một một cơ chế cơ học quy mô lớn (tựa như một cỗ máy). Triết học cơ học gắn liền với cuộc cách mạng khoa học của Châu Âu thời kỳ cận đại. Một trong những giải trình đầu tiên về cơ chế vận hành được tìm thấy trong đoạn mở đầu quyển Leviathan của Hobbes, xuất bản năm 1651.
Một số nhà sử học trí thức và các nhà lý luận phê bình cho rằng triết học cơ học ban đầu gắn liền với sự tỉnh ngộ (disenchantment), bác bỏ ý tưởng rằng thiên nhiên tồn tại vào hoạt động là nhờ các linh hồn hay thần linh. Tuy nhiên, có nhiều học giả khác đã lưu ý rằng ban đầu các nhà triết học cơ học vẫn cơ bản tin vào ma thuật, Kitô giáo và duy linh.

## Phát triển Triết học cơ học
Một nhóm nhà triết học tự nhiên Pháp là những người quan tâm đến sự phát triển triết học cơ học, đó là Pierre Gassendi, Marin Mersenne và René Descartes. Tham gia cùng với họ còn có các nhà tư tưởng người Anh Sir Kenelm Digby, Thomas Hobbes và Walter Charleton; và nhà triết học tự nhiên người Hà Lan Isaac Beeckman.
Robert Boyle đã sử dụng thuật ngữ "nhà triết học cơ học" để chỉ cả những người tiếp nhận lý thuyết "hạt" hoặc nguyên tử của vật chất, chẳng hạn như Gassendi và Descartes, và những người không mang lý thuyết như vậy. Một yếu tố phổ biến là quan điểm vũ trụ như một chiếc đồng hồ (clockwork universe). Lý thuyết này phù hợp với Nicolas Lemery và Christiaan Huygens, nhưng có vẻ gặp vấn đề trong trường hợp của Hobbes và Galileo Galilei.. Cách sử dụng thuật ngữ "triết học cơ học" có từ năm 1952, được Marie Boas Hall định hình.
Ở Pháp, triết học cơ học truyền bá chủ yếu thông qua các học viện và salon tư nhân; ở Anh thì truyền bá ở Hội Hoàng gia. Ở Anh, tư tưởng này truyền bá ít tích cực hơn ở Pháp, Hà Lan và Đức.

### Hobbes và triết học cơ học
Một trong những giải trình đầu tiên về cơ chế phổ quát được tìm thấy trong đoạn mở đầu quyển sách Leviathan (1651) của Hobbes; chương thứ hai của cuốn sách là nguyên lý quán tính, nền tảng cho triết học cơ học.
Hobbes nói về quan điểm triết học tự nhiên của ông trong tác phẩm De Corpore (1655). Trong phần II và III của tác phẩm này, ông giành một lượng lớn văn bản để xác định vật lý cơ bản với hình học; và pha trộn một cách tự do khái niệm ở hai lĩnh vực này.

### Beeckman và triết học cơ học
Lý thuyết triết học cơ học của Isaac Beeckman được mô tả trong các cuốn sách Centuria và Journal, lấy vật chất và chuyển động làm nền tảng. Để giải thích cho vật chất, Beeckman đã dựa vào triết học nguyên tử, giải thích rằng vật chất là tập hợp các hạt nhỏ không thể tách rời, tương tác với nhau để tạo ra các vật thể nhìn thấy được trong cuộc sống. Để giải thích chuyển động, ông ủng hộ lý thuyết quán tính do Isaac Newton khởi xướng.

### Triết học cơ học của Newton
Isaac Newton đã mở ra một khái niệm về ảnh hưởng của khoảng cách lên tương tác hấp dẫn. Công trình nghiên cứu huyền bí của Newton cho rằng vũ trụ không hoàn toàn tuân theo cơ học, mà thay vào đó nó bị chi phối nhờ sức mạnh thần linh bí ẩn và được điều khiển bởi Chúa và các thiên thần. Các thế hệ triết gia sau này chịu ảnh hưởng của ví dụ Newton, trong số đó có Julien Offray de La Mettrie và Denis Diderot.